# Åsa Lindestam
Åsa Margaretha Lindestam, född 24 april 1956 i Söderala församling i Gävleborgs län, är en svensk politiker (socialdemokrat). Hon var ordinarie riksdagsledamot 2002–2022, invald för Gävleborgs läns valkrets, och riksdagens förste vice talman 2018–2022. Lindestam är ordförande för PRO sedan kongressen 2022.
Lindestam har varit vice ordförande i krigsdelegationen, ledamot av utrikesnämnden samt ersättare i utbildningsutskottet. Hon var ledamot av försvarsutskottet 2002-2018 och perioden 2014-2018 vice ordförande i utskottet och som sådan också socialdemokratisk gruppledare i utskottet. Lindestam var också ledamot i NATO Parliamentary Assembly 2014-2018 och har tidigare varit medlem av OSCE Parliamentary Assembly inom Organisationen för säkerhet och samarbete i Europa (OSSE). Lindestam har även varit ledamot i försvarsberedningen, utrikesnämnden och krigsdelegationen samt som gruppledare för försvarsutskottet även ledamot i socialdemokratiska riksdagsgruppens gruppstyrelse.
Lindestam har varit ledamot i Kustbevakningens styrelse, Högskolan i Gävles styrelse, Myndigheten för samhällsskydd och beredskaps insynsråd och Försvarsmaktens insynsråd. Hon var från 2010-2022 ordförande för Svenska lottakåren. 
Lindestam har varit ordförande för Socialdemokraterna i Gävleborgs län och ledamot i Socialdemokraternas partistyrelse. Hon var dessförinnan ordförande för i S-kvinnor i Gävleborg samt ledamot i S-kvinnors förbundsstyrelse från 2014. Hon var fram till 2010 ledamot av kommunfullmäktige i Söderhamns kommun och har tidigare fram till 2002 varit ledamot av kommunstyrelsen och en tid vice ordförande för socialnämnden. Lindestam har varit fackligt aktiv i Lärarförbundet bland annat som studieorganisatör i distriktet Gävleborg. Hon är gift med Sven-Erik Lindestam, tidigare kommunalråd i Söderhamns kommun. Lindestam har haft en anställning som rektor.
Inför valet 2018 av talman i Sveriges riksdag blev Lindestam 21 september nominerad av den socialdemokratiska riksdagsgruppen, som det största politiska partiet och "största regeringsunderlaget". Andreas Norlén kom dock att utses till talman och Lindestam utsågs till förste vice talman, vid omröstningen 24 september 2018. Lindestam förlorade mot Norlén, med siffrorna 145–203. Lindestam utsågs därefter till förste vice talman genom acklamation.